# サッカーサン・マルタン代表
サッカーサン・マルタン代表（サッカーサン・マルタンだいひょう）は、サン・マルタンサッカー委員会により編成されるサン・マルタンのサッカーのナショナルチームである。
FIFA未加盟のためワールドカップには参加できないが、CONCACAFの正会員であるため、ゴールドカップには参加している。

## CONCACAFゴールドカップの成績
- 1991 - 不参加
- 1993 - 不参加
- 1996 - 不参加
- 1998 - 不参加
- 2000 - 不参加
- 2002 - 予選敗退
- 2003 - 予選敗退
- 2005 - 予選敗退
- 2007 - 予選敗退
- 2009 - 予選敗退

## カリビアンカップの成績
- 1989 - 不参加
- 1991 - 不参加
- 1992 - 不参加
- 1993 - 不参加
- 1994 - 不参加
- 1995 - 不参加
- 1996 - 不参加
- 1997 - 不参加
- 1998 - 不参加
- 1999 - 棄権
- 2001 - 予選敗退
- 2005 - 予選敗退
- 2007 - 予選敗退
- 2008 - 予選敗退
- 2010 - 予選敗退